# Campeonato Mundial de Floorball
El Campeonato Mundial de Floorball es una competición internacional de Floorball organizado por la Federación Internacional de Floorball (IFF por sus siglas en inglés). El torneo es precedido por el Campeonato Europeo. 
Los campeonatos masculinos se realizan en años pares, y los campeonatos femeninos se realizan en años impares. 
Además, se celebran mundiales U19, también cada dos años; y desde 2024 se celebra un mundial anual de Floorball 3vs3.
| Año  | Sede            | Campeón   | Resultado | Subcampeón      | Tercer lugar    | Marcador | Cuarto lugar    |
| ---- | --------------- | --------- | --------- | --------------- | --------------- | -------- | --------------- |
| 1996 | Suecia          | Suecia    | 5–0       | Finlandia       | Noruega         | 6–2      | República Checa |
| 1998 | República Checa | Suecia    | 10–3      | Suiza           | Finlandia       | 4–1      | Dinamarca       |
| 2000 | Noruega         | Suecia    | 5–3       | Finlandia       | Suiza           | 4–2      | Dinamarca       |
| 2002 | Finlandia       | Suecia    | 6–4       | Finlandia       | Suiza           | 4–3MS    | República Checa |
| 2004 | Suiza           | Suecia    | 6–4       | República Checa | Finlandia       | 8–7p     | Suiza           |
| 2006 | Suecia          | Suecia    | 7–6MS     | Finlandia       | Suiza           | 9–4      | República Checa |
| 2008 | República Checa | Finlandia | 7–6MS     | Suecia          | Suiza           | 5–4MS    | República Checa |
| 2010 | Finlandia       | Finlandia | 6–2       | Suecia          | República Checa | 9–3      | Suiza           |
| 2012 | Suiza           | Suecia    | 11–5      | Finlandia       | Suiza           | 8–0      | Alemania        |
| 2014 | Suecia          | Suecia    | 3–2       | Finlandia       | República Checa | 4–3      | Suiza           |
| 2016 | Letonia         | Finlandia | 4–3       | Suecia          | Suiza           | 8–5      | República Checa |
| 2018 | República Checa | Finlandia | 6–3       | Suecia          | Suiza           | 4–2      | República Checa |
| 2020 | Finlandia       |           |           |                 |                 |          |                 |

## Resumen histórico
| País            | Oro | Plata | Bronce | Total |
| --------------- | --- | ----- | ------ | ----- |
| Suecia          | 8   | 4     | 0      | 12    |
| Finlandia       | 4   | 6     | 2      | 12    |
| Suiza           | 0   | 1     | 6      | 7     |
| República Checa | 0   | 1     | 2      | 3     |
| Noruega         | 0   | 0     | 1      | 1     |

## Detalles por participante
| Team            | 1996 | 1998 | 2000 | 2002 | 2004 | 2006 | 2008 | 2010 | 2012 | 2014 | 2016 | 2018 | Years |
| --------------- | ---- | ---- | ---- | ---- | ---- | ---- | ---- | ---- | ---- | ---- | ---- | ---- | ----- |
| Australia       |      |      |      |      |      |      |      | 14th |      | 14th | 15th | 12th | 4     |
| Austria         |      |      |      |      | 10th |      |      |      |      |      |      |      | 1     |
| Alemania        | 8th  | 8th  |      | 8th  | 8th  | 10th |      | 10th | 4th  | 9th  | 7th  | 6th  | 10    |
| Canadá          |      |      |      |      |      |      |      | 11th | 13th | 12th | 12th | 11th | 5     |
| Corea del Sur   |      |      |      |      |      |      |      |      |      | 16th |      |      | 1     |
| Dinamarca       | 7th  | 4th  | 4th  | 6th  | 9th  | 6th  | 9th  | 13th |      | 7th  | 5th  | 8th  | 11    |
| Eslovaquia      |      |      |      |      |      |      |      |      | 8th  | 10th | 9th  | 9th  | 4     |
| Estados Unidos  |      |      |      |      |      |      |      |      | 12th | 11th | 11th |      | 3     |
| Estonia         | 11th |      |      |      |      |      | 8th  | 7th  | 9th  | 8th  | 8th  | 10th | 6     |
| Finlandia       | 2nd  | 3rd  | 2nd  | 2nd  | 3rd  | 2nd  | 1st  | 1st  | 2nd  | 2nd  | 1st  | 1st  | 12    |
| Hungría         | 10th |      |      |      |      |      |      |      | 14th |      |      |      | 2     |
| Italia          |      |      |      |      |      | 8th  | 10th | 12th |      |      |      |      | 3     |
| Japón           |      |      |      |      |      |      |      | 15th | 15th | 15th | 15th | 15th | 5     |
| Letonia         | 9th  |      | 7th  | 7th  | 6th  | 5th  | 5th  | 5th  | 6th  | 5th  | 10th | 5th  | 11    |
| Noruega         | 3rd  | 5th  | 5th  | 5th  | 5th  | 7th  | 6th  | 6th  | 5th  | 6th  | 6th  | 7th  | 12    |
| Polonia         |      |      |      |      |      |      |      | 9th  | 11th |      | 13th | 13th | 4     |
| República Checa | 4th  | 6th  | 6th  | 4th  | 2nd  | 4th  | 4th  | 3rd  | 7th  | 3rd  | 4th  | 4th  | 12    |
| Rusia           | 6th  | 7th  | 8th  |      | 7th  | 9th  | 7th  | 8th  | 10th | 13th |      |      | 9     |
| Singapur        | 12th |      |      |      |      |      |      | 16th | 16th |      | 16th | 16th | 5     |
| Suecia          | 1st  | 1st  | 1st  | 1st  | 1st  | 1st  | 2nd  | 2nd  | 1st  | 1st  | 2nd  | 2nd  | 12    |
| Suiza           | 5th  | 2nd  | 3rd  | 3rd  | 4th  | 3rd  | 3rd  | 4th  | 3rd  | 4th  | 3rd  | 3rd  | 12    |
| Tailandia       |      |      |      |      |      |      |      |      |      |      | 14th | 14th | 5     |

## Campeonato Mundial de Floorball Femenino

### Resultados
| 1997 | Finlandia       | Suecia    | 4–2    | Finlandia | Noruega         | 4–3(p)  | Suiza           |
| 1999 | Suecia          | Finlandia | 3–1    | Suiza     | Suecia          | 5–1     | Noruega         |
| 2001 | Letonia         | Finlandia | 2–0    | Suecia    | Noruega         | 4–3     | Suiza           |
| 2003 | Suiza           | Suecia    | 8–1    | Suiza     | Finlandia       | 4–2     | Noruega         |
| 2005 | Singapur        | Suiza     | 4–3    | Finlandia | Suecia          | 15–1    | Noruega         |
| 2007 | Dinamarca       | Suecia    | 7–3    | Finlandia | Suiza           | 7–1     | Letonia         |
| 2009 | Suecia          | Suecia    | 6–2    | Suiza     | Finlandia       | 3–1     | República Checa |
| 2011 | Suiza           | Suecia    | 4–2    | Finlandia | República Checa | 3–2     | Suiza           |
| 2013 | República Checa | Suecia    | 5–1    | Finlandia | Suiza           | 4–3(Pr) | República Checa |
| 2015 | Finlandia       | Suecia    | 5–4(p) | Finlandia | Suiza           | 5–4     | República Checa |
| 2017 | Bratislava      | Suecia    | 6–5(p) | Finlandia | Suiza           | 3–2     | República Checa |
| 2019 | Neuchâtel       | Suecia    | 3–2 OT | Suiza     | Finlandia       | 5–4     | República Checa |
| 2021 | Upsala          |           |        |           |                 |         |                 |

### Resumen histórico
| País            | Oro | Plata | Bronce | Total |
| --------------- | --- | ----- | ------ | ----- |
| Suecia          | 9   | 1     | 2      | 12    |
| Finlandia       | 2   | 7     | 3      | 12    |
| Suiza           | 1   | 4     | 4      | 9     |
| Noruega         | 0   | 0     | 2      | 2     |
| República Checa | 0   | 0     | 1      | 1     |

### Detalles por participante
| Team            | 1997 | 1999 | 2001 | 2003 | 2005 | 2007 | 2009 | 2011 | 2013 | 2015 | 2017 | 2019 | Total |
| --------------- | ---- | ---- | ---- | ---- | ---- | ---- | ---- | ---- | ---- | ---- | ---- | ---- | ----- |
| Australia       | -    | -    | -    | -    | -    | -    | -    | 15th | 12th | 12th | 15th | 11th | 5     |
| Austria         | 9th  | -    | 8th  | -    | -    | -    | -    | -    | -    | -    | -    | -    | 2     |
| Alemania        | 8th  | 6th  | 7th  | 8th  | -    | -    | -    | 11th | 8th  | 6th  | 10th | 7th  | 9     |
| Canadá          | -    | -    | -    | -    | -    | -    | -    | -    | 13th | -    | -    | -    | 1     |
| Corea del Sur   | -    | -    | -    | -    | -    | -    | -    | -    | 16th | -    | -    | -    | 1     |
| Dinamarca       | -    | -    | -    | -    | -    | 6th  | 9th  | 8th  | 11th | 10th | 9th  | 10th | 7     |
| Eslovaquia      | -    | -    | -    | -    | -    | -    | -    | 12th | 9th  | 8th  | 5th  | 6th  | 5     |
| Estados Unidos  | -    | -    | -    | -    | -    | 9th  | 10th | 9th  | -    | 13th | 12th | 16th | 6     |
| Estonia         | -    | -    | -    | -    | -    | -    | -    | -    | -    | -    | 11th | 14th | 2     |
| Finlandia       | 2nd  | 1st  | 1st  | 3rd  | 2nd  | 2nd  | 3rd  | 2nd  | 2nd  | 2nd  | 2nd  | 3rd  | 12    |
| Hungría         | -    | -    | -    | -    | -    | -    | -    | 14th | 14th | -    | -    | -    | 2     |
| Japón           | 10th | -    | -    | -    | 8th  | -    | -    | 16th | 15th | 15th | 14th | 13th | 7     |
| Letonia         | 7th  | 7th  | 6th  | 6th  | 5th  | 4th  | 6th  | 7th  | 5th  | 5th  | 6th  | 8th  | 12    |
| Noruega         | 3rd  | 4th  | 3rd  | 4th  | 4th  | 8th  | 7th  | 5th  | 6th  | 9th  | 8th  | 9th  | 12    |
| Países Bajos    | -    | -    | -    | -    | -    | -    | -    | 13th | -    | 14th | -    | -    | 2     |
| Polonia         | -    | -    | -    | -    | -    | -    | 8th  | 6th  | 7th  | 7th  | 7th  | 5th  | 6     |
| República Checa | 6th  | 5th  | 5th  | 7th  | 7th  | 5th  | 4th  | 3rd  | 4th  | 4th  | 4th  | 4th  | 12    |
| Rusia           | 5th  | 8th  | -    | 5th  | 6th  | 7th  | 5th  | 10th | 10th | 11th | -    | -    | 9     |
| Singapur        | -    | -    | -    | -    | -    | 10th | -    | -    | -    | 16th | 16th | 12th | 4     |
| Suecia          | 1st  | 3rd  | 2nd  | 1st  | 3rd  | 1st  | 1st  | 1st  | 1st  | 1st  | 1st  | 1st  | 12    |
| Suiza           | 4th  | 2nd  | 4th  | 2nd  | 1st  | 3rd  | 2nd  | 4th  | 3rd  | 3rd  | 3rd  | 2nd  | 12    |
| Tailandia       | -    | -    | -    | -    | -    | -    | -    | -    | -    | -    | 13th | 15th | 2     |